# GSI Musique
Pour les articles homonymes, voir GSI.
GSI Musique (GSI pour « Gestion Son Image ») est une maison de disques canadienne, localisée à Montréal, au Québec.
La corporation GSI Musique produit et commercialise, depuis 1983, les enregistrements sonores (disques) et les DVD musicaux d'auteurs, compositeurs et interprètes francophones. Elle gère également certaines de leurs carrières artistiques et coordonne les tournées.

## Historique
En 1983, Robert Vinet fonde GSI Musique. Il y rassemble Jean-Pierre Ferland, Gilles Vigneault, Diane Dufresne et Robert Charlebois. En 23 ans, plus de 150 albums ont été inscrits au répertoire de l’entreprise. Aux artistes originaux, s’ajoutent Marie-Jo Thério, Daniel Boucher, Andrea Lindsay, Chloé Sainte-Marie et Navet Confit aux côtés des Daniel Lavoie, Térez Montcalm, etc.
À ses débuts, la Société Gestion Son et Image présente les spectacles, Rencontres de rêve de Claude Dubois, Top Secret de Diane Dufresne, Le temps de dire de Gilles Vigneault et le Tropical Rock Band de Robert Charlebois. Elle trame du côté du théâtre en coproduisant la pièce Le Vrai Monde? de Michel Tremblay au Théâtre Outremont. GSI est l’une des premières entreprises à produire de la comédie musicale au Québec quand Gala de Jean-Pierre Ferland prend l’affiche à la Place des Arts en 1984.
Côté disque, l’entreprise installe dans les bacs des disquaires les rééditions de Jaune, Soleil et Bleu blanc blues de Jean-Pierre Ferland, Les Coffrets doubles anthologiques de 1969 à 1984 de Yvon Deschamps, Top secret et deux coffrets doubles de Diane Dufresne, Mon meilleur Best et Dense de Robert Charlebois, ainsi que les albums des spectacles, J'ai vu le loup, le renard, le lion avec Leclerc, Vigneault et Charlebois et 1 fois 5, réunissant Ferland, Deschamps, Vigneault, Charlebois et Léveillée.
La société est productrice de la série télé Tapis rouge (Prix Félix 1987 - Meilleure émission de variétés). Au cours de cette décennie, elle porte à l’écran les spectacles de Diane Dufresne Follement vôtre et Top secret, la série documentaire De profil et de face, dévoilant une facette de la culture québécoise à travers l’œuvre d’un artiste, et l'émission hebdomadaire, L’Autobus du showbusiness, animée par Jean-Pierre Ferland.
Au cours des années 1990, GSI fait défiler les spectacles: La Maudite Tournée de Charlebois, Écoute pas ça de Jean-Pierre Ferland, ainsi que les refrains de Gilles Vigneault, Sylvain Lelièvre, Claude Gauthier et plusieurs autres.
À cette époque sont produits plusieurs disques disque dont Écoute pas ça et L’amour c’est de l’ouvrage de Jean-Pierre Ferland. Vigneault présente Au doux milieu de vous et C’est ainsi que j’arrive à toi alors que Diane Dufresne signe en 1997 Que. Au catalogue se sont ajoutés les rééditions et les coffrets anthologiques de Ferland, Steve Faulkner, Dufresne, Robert Paquette et autres. GSI fait la prise des premières empreintes de Marie-Jo Thério avec Comme de la musique et Les Matins habitables (2005), et coproduit avec Audiogram La Maline. Au début des années 2000, GSI dévoile au public Daniel Boucher avec son Dix mille matins, écoulé à plus de 100 0000 exemplaires. GSI Musique est la première à produire un album hommage avec Le petit roi de Jean-Pierre Ferland.

## Les auteurs compositeurs interprètes à son catalogue
- Andrea Lindsay
- Carl-Éric Hudon
- Chloé Sainte-Marie
- Daniel Boucher
- Guillaume Arsenault
- CharlÉlie Couture
- Yvon Deschamps
- Jean-Pierre Ferland
- Claude Gauthier
- Tomás Jensen
- Jérémie Kisling
- Daniel Lavoie
- Nico Lelièvre
- The Eight
- Polipe
- Sylvain Lelièvre
- Terez Montcalm
- Émilie Proulx
- Judi Richards
- Marie-Jo Thério
- Gilles Vigneault
- Madame Moustache

## La Confiserie
GSI Musique a lancé  en 2006 La Confiserie, un label accueillant uniquement des auteurs-compositeurs-réalisateurs indépendants, s'associant au départ avec Jean-Philippe Fréchette (alias Navet Confit).
En janvier 2007, l'auteure-compositrice-interprète Émilie Proulx est devenue la seconde artiste à se joindre à La Confiserie, avec laquelle elle lança son premier maxi, puis Carl-Éric Hudon et Polipe en 2009.